# 第一次世界大战战后影响
第一次世界大战结束后，世界進入所謂的「戰間期」，整个欧亚大陆、非洲，甚至那些未直接參與戰爭的地區都发生了剧烈的政治、文化、经济和社会上的变化。四个旧帝国——俄羅斯帝國、德意志帝國、奧匈帝國、鄂圖曼土耳其帝國因战争而崩溃，许多旧的国家在战争中覆灭；在歐洲，新的民族国家纷纷从旧国家的废墟之上成立，旧的民族国家的边界被重新划分。而俄羅斯帝國的覆滅，直接造成世界第一個共產主義國家——蘇聯的成立。為了維護戰後世界局勢的穩定，世界第一個以維持和平為主要宗旨的國際組織——國際聯盟成立；但另一方面，戰勝方協約國與戰敗方同盟國簽訂的《凡爾賽和約》，其中對戰後德國提出苛刻的賠償要求，加上1920年代發生的大蕭條造成的全球經濟衰退，埋下日後極權主義崛起、以及第二次世界大战爆發的種子。
第一次世界大战还产生了给大多数参与冲突的各國带来政治转型，許多參戰國在戰後開始實施近乎普遍的选举权，将它们转变为选举民主国家，如德国（1919年德国联邦选举）、英国（1918年英國大選）、美國（1920年美國總統選舉）和土耳其（1923年土耳其大选）。

## 對德封鎖
从1918年11月11日雙方停战到1919年6月28日与德国签署和平条约期间，協約國依舊繼續維持戰爭爆發初期對德国的海上封锁。而德国又依赖进口；据估计有523000名平民因此而喪生。N.P.霍华德指出：在冲突结束后的8个月内，又有25万人死于疾病或饿死。 正如作家罗伯特·莱基在《从邪恶中解脱》一书中所写的那样，战斗结束后的持续封锁在很大程度上“折磨了德国人......德国人的绝望的怒火最终将他们赶进了魔鬼的怀抱。”停战条款确实允许向德国运送食物，但协约国要求德国提供可以运输的手段（航运）。而德国政府也被要求使用其黄金储备购买食物，因为德国无法从美国获得贷款。

## 巴黎和平協定

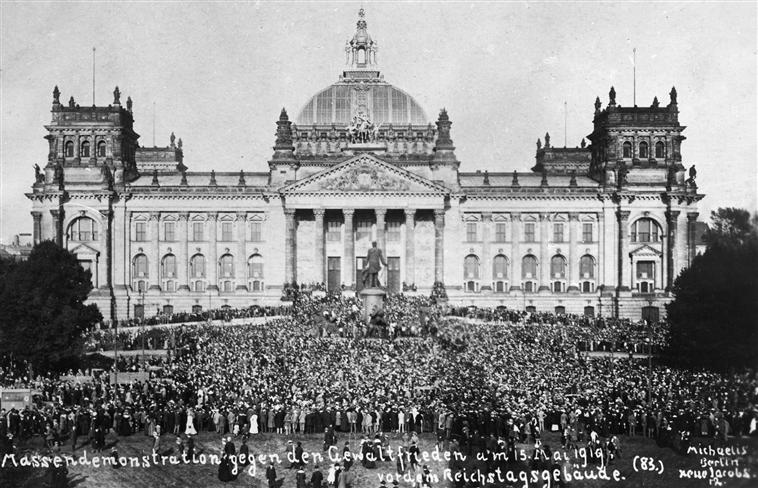
帝国国会大楼前反对条约的示威游行

1919年6月28日，在 1919 年巴黎和会之后，德国与法国、意大利、英国和其它协约国签署了凡尔赛条约，正式结束了与这些国家之间的战争。其他条约也结束了美国与其他同盟国的战争关系。凡尔赛条约的 440 条中包括要求德国正式承担“造成战争的所有损失和损害”的责任并支付经济赔偿。 该条约极大地限制了德国的军事能力：德国军队减少到100,000人，并阻止该国拥有坦克、军舰、装甲车和潜艇等主要军事武器。

## 流感流行
1. 波罗的海国家独立战争
2. 尤登尼奇将军的俄国白军
3. 北俄罗斯的武装干涉
4. 西伯利亚高尔察克的白军
5. 邓尼金将军的白军
6. 彼得留拉将军的乌克兰督政府
7. 苏波战争
8. 波兰和德国之间西里西亚的紧张局势
9. 罗马尼亚占领匈牙利
10. 邓南遮控制阜姆，建立了意大利卡尔纳罗摄政统治（英语：Italian Regency of Carnaro）
11. 阿尔巴尼亚正处于混战（英语：Albania during World War I）
12. 土耳其独立战争

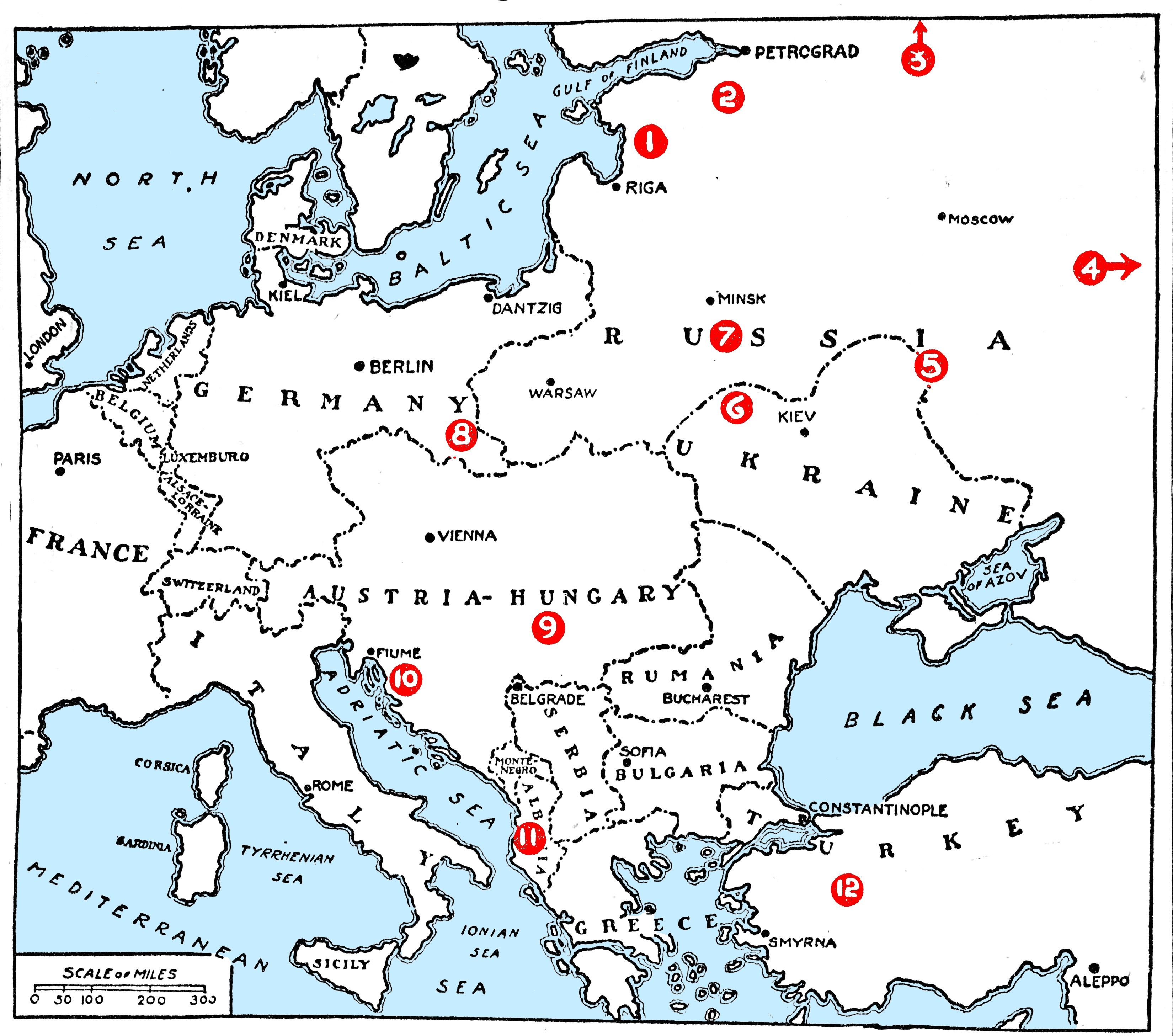
1919年11月9日，《纽约论坛报》刊登了这张地图，介绍了第一次世界大战结束一年后的1919年，欧洲正在发生的武装冲突：

历史学家继续就1918年流感大流行对战争结果的影响进行争论。有人认为，同盟国可能比协约国更早接触到病毒潮。由此造成的伤亡影响更大，因为它是在战争期间发生的，而协约国则是在停战后才猛烈地遭受了这场大流行病的影响。当意识到这一流感的流行程度时，同盟国和协约国都用各自的审查程序限制了公众对这一疾病的真实流行程度的认知。由于西班牙是中立国，他们的媒体可以自由地报道流感，这给人的印象是它始于西班牙。这种误解导致当时的报道将其命名为“西班牙流感”。由圣巴多罗买医院和皇家伦敦医院的病毒学家约翰·牛津（John Oxford）领导的一个英国小组调查几乎确定了法国埃塔普勒的一个主要部队集结地和医院营地是 1918 年流感大流行的中心。一种以鸟类为宿主的病毒发生了突变，传染给了战争前线附近饲养的猪。确切的死亡人数不详，但估计全世界约有5000万人死于这次流感爆发。2005年，一项研究发现，“1918年的病毒株在鸟类中的发展，与21世纪的‘禽流感’相似，但事实证明它是一种可治疗的正常病毒，不会对世界健康产生严重影响。”

## 少数民族

同盟国的主体民族

德国、俄罗斯、奥匈帝国和奥斯曼帝国的解体在东欧和中东创造了许多新国家。 其中一些国家，如捷克斯洛伐克和波兰，有大量少数民族，他们有时对将他们与其他民族隔离开的新边界并不完全满意。例如，捷克斯洛伐克有德国人、波兰人、鲁塞尼亚人与乌克兰人、斯洛伐克人和匈牙利人。国际联盟发起了各种少数民族条约以试图解决这个问题，但随着国际联盟在1930 年代的衰落，这些条约变得越来越无法执行。大规模重划边界和战后政治变化的后果之一是欧洲大量的难民。这些人和俄国内战的难民导致了南森护照的诞生。
少数民族使国界的位置普遍不稳定。自 1918 年以来边界一直保持不变的地方，往往会有一个族群被驱逐，如苏台德地区的德国人。而这些小国间的经济、军事合作微乎其微，这确保了德国、苏联对该地区进行支配的潜在能力。在战争结束后不久，战败推动了德国和苏联之间的合作，但最终这两个大国将争夺对东欧的统治权。
由于土耳其青年党政府在亚美尼亚的种族灭绝，约有150万亚美尼亚人，即亚美尼亚高原的本地居民在土耳其被屠杀。

## 政治动荡

### 新独立的国家
1918年德国和奥地利军队击败了俄罗斯军队，莫斯科的新共产主义政府于1918年3月签署了《布列斯特-利托夫斯克条约》。在该条约中，俄罗斯放弃了对爱沙尼亚、芬兰、拉脱维亚、立陶宛、乌克兰和议会波兰的所有领土要求，而由德国和奥匈帝国“与这些领土的居民达成协议，决定其未来地位”。后来，弗拉基米尔·列宁政府放弃了《瓜分波兰条约》，这使波兰有可能主张其1772年的边界。然而，当德国在1918年晚些时候被打败时，布列斯特条约就变得过时了，这使东欧大部分地区的地位处于不确定状态。

### 革命

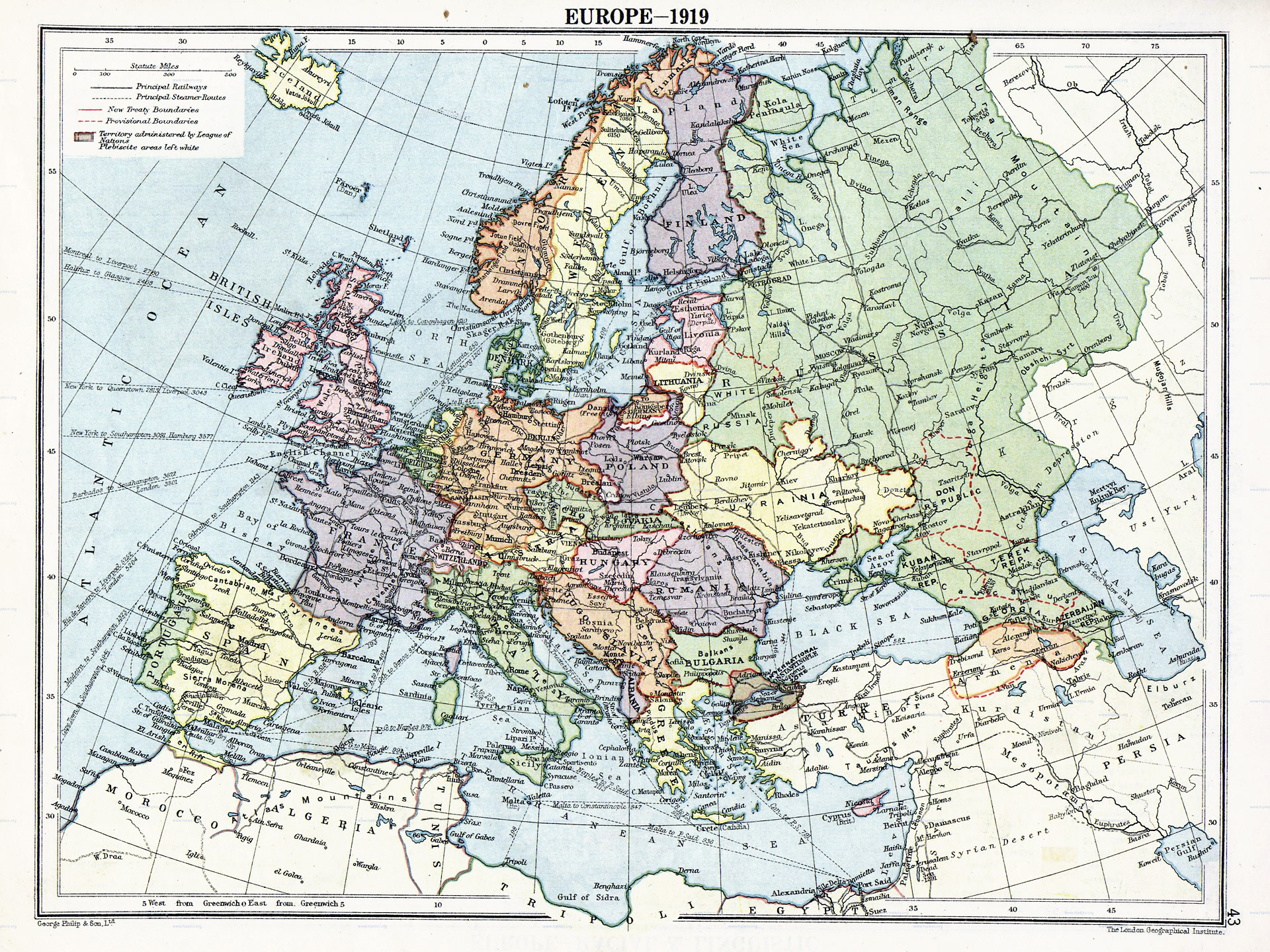
1919在《布列斯特-利托夫斯克条约》和《凡尔赛条约》之后和《特里亚农条约》、《卡尔斯条约》、《里加和约》以及苏联、爱尔兰自由邦和土耳其共和国成立之前的政治分裂

1917-1920年，在几个欧洲国家，特别是在德国和匈牙利，出现了极左的、往往明确是共产主义的革命浪潮。第一次世界大战的匮乏引发的最重要的事件是1917年俄国革命。

### 德国
在德国，一场社会主义革命导致该国（主要是城市）部分地区短暂建立了一些共产主义政治制度，德皇威廉二世退位，德国进入魏玛共和国时期。
1919年6月28日，魏玛共和国在协约国继续推进的威胁下被迫签署了凡尔赛条约。德国将这一片面的条约视为一种耻辱，并将其归咎于整个战争。虽然该条约的目的是将罪责归于德国以证明经济赔偿的合理性，但罪责的概念作为一个政治问题在德国社会扎下了根，而且从未被民族主义者接受，尽管有些人，如德国历史学家弗里茨·费舍尔认为德国负有罪责。德国政府的宣传进一步推广了这一观点，并为此资助了战争起因研究中心。
德国被要求赔偿1320亿金马克（315亿美元，66亿英镑），其中只有500亿必须支付。为了购买支付赔款所需的外汇，新的德意志共和国印制了大量钞票——这造成了灾难性的后果。恶性通货膨胀在 1921 年至 1923 年期间困扰着德国。在这一时期，相对于早期的商品货币金马克，作为法币的德国纸马克的价值降低到其价值的一万亿分之一。1922年12月，赔款委员会宣布德国违约，1923年1月11日，法国和比利时军队占领了鲁尔区，直到1925年才撤走。
条约要求德国将其军队规模永久缩减至10万人，并销毁其坦克、空军和U艇舰队（德国的主力舰队停泊在斯卡帕湾，被船员凿沉以防止他们落入盟军之手）。
德国有相对较少的领土被转移到丹麦、捷克斯洛伐克和比利时，较多的领土被转移到法国（包括法国对莱茵兰的临时占领），被割走的最大一块领土作为重建的新波兰的一部分领土。德国的海外殖民地被一些盟国瓜分，尤其是在非洲的英国，但引起最大愤慨的是那些构成新独立波兰的割让领土，包括德国的但泽、东普鲁士和一些其他地区。纳粹的宣传建立在德国人普遍认为该条约不公平的观点上——许多德国人从不认为该条约是合法的，并将他们的政治支持借给了阿道夫·希特勒。

### 俄罗斯帝国

1918-19 年俄罗斯内战的欧洲战场

苏联从德国的损失中受益，因为停战的第一个条款是废除《布列斯特-立托夫斯克条约》。在停战时期，俄罗斯正处于内战之中。内战造成了超过700万人死亡，国家的大片地区遭到破坏。整个国家在社会和经济上都受到了影响。
立陶宛、拉脱维亚和爱沙尼亚获得独立。他们在1940年再次被苏联占领。
芬兰获得了持久的独立，尽管它不得不多次与苏联争夺其边界。
亚美尼亚、格鲁吉亚和阿塞拜疆在高加索地区建立为独立国家。然而，在 1917 年俄罗斯军队撤出后，以及 1920 年土耳其入侵亚美尼亚期间，土耳其占领了阿尔特温、卡尔斯和厄德尔周围的亚美尼亚领土，这些领土损失是永久性的。由于土耳其和俄国红军的入侵，三个外高加索国家在1920年宣布成立苏维埃共和国，并随着时间的推移被吸收到苏联中。
罗马尼亚从俄罗斯手中获得了比萨拉比亚。
俄罗斯在天津的租借地于1920年被中国人占领；1924年，苏联放弃了对该地区的要求。

### 奥匈帝国
随着战争决定性地变得不利于同盟国，奥匈帝国人民对其盟国失去了信心，甚至在 11 月停战之前，激进的民族主义已经导致1918年11月之后中南欧多国宣布独立。由于中央政府在广大地区停止运作，这些地区发现自己没有了政府，许多新的团体试图填补这一空白。在同一时期，民众面临着粮食短缺，并且在很大程度上由于战争期间的损失而士气低落。各种政党，从狂热的民族主义者，到社会民主党人，再到共产党人，都试图以不同民族的名义建立政府。在其他地区，现有的民族国家，如罗马尼亚，与他们认为属于自己的地区进行了接触。 这些行动创造了事实上的政府，使外交官、理想主义者和西方盟国的生活变得复杂。

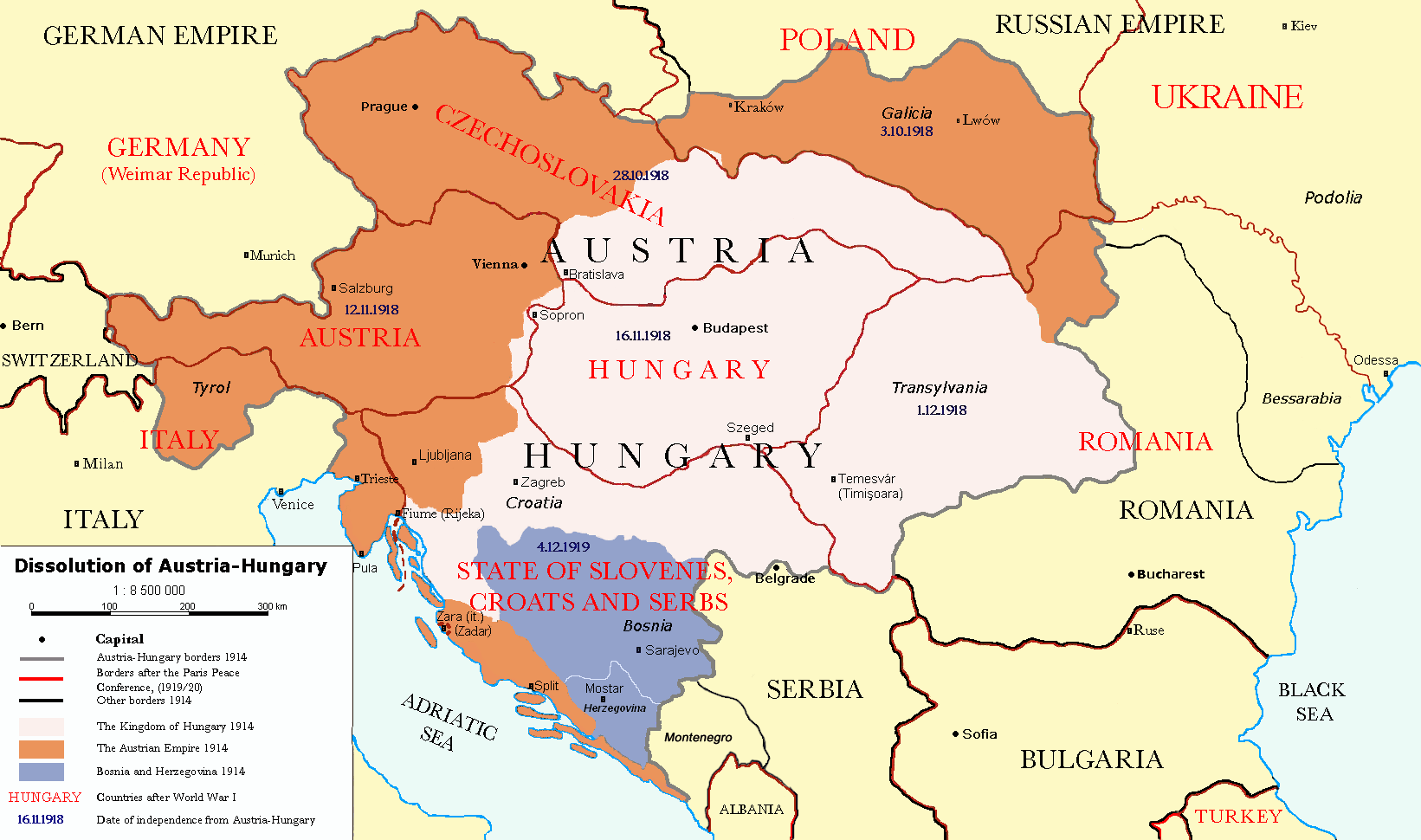
第一次世界大战后奥匈帝国的分裂

西方军队应该正式占领旧帝国，但很少有足够的军队来有效地做到这一点。他们不得不与那些有自身议程要完成的地方当局打交道。在巴黎的和平会议上，外交官们不得不调和这些地方当局与战争期间向他们寻求帮助的民族主义者之间的竞争性要求、西方盟国本身的战略或政治愿望，以及其他议程，例如贯彻十四点和平原则。
例如，为了实现十四点和平原则的自决理想，德国人，无论是奥地利人还是德国人，都应该能够决定自己的未来和政府。然而，法国人尤其担心扩大的德国将带来巨大的安全风险。使情况更加复杂的是，捷克和斯洛文尼亚等代表团对一些德语地区提出了强烈的领土要求。
结果是条约损害了许多理想，冒犯了很多盟友，并在该地区建立了全新的秩序。许多人希望，新的民族国家将使该地区进入一个繁荣与和平的新时代，摆脱过去50年来民族间的激烈争吵。事实证明这种希望过于乐观。第一次世界大战后领土格局的变化包括：
- 德意志奥地利共和国和匈牙利民主共和国建立，否认与帝国的任何延续，并永久放逐哈布斯堡家族。
- 最终在1920年后，匈牙利的新边界并不包括前匈牙利王国约三分之二的土地，包括马扎尔人占多数的地区。新的奥地利共和国保持了对大部分以德国人为主的地区的控制，但失去了奥地利帝国中其他各处德国人占多数的土地。

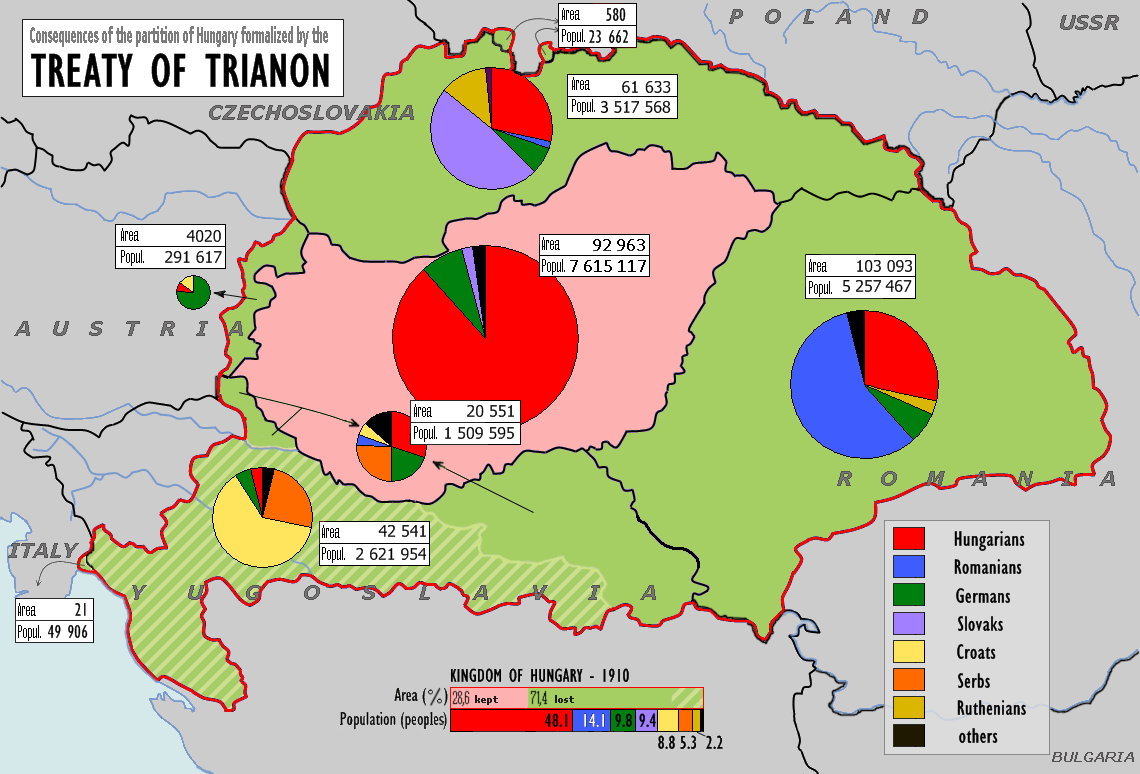
随着《特里亚农条约》的签订，匈牙利王国失去了 72% 的领土（包括克罗地亚）和 330 万匈牙利族人

- 波希米亚、摩拉维亚、奥帕瓦和泰申公国的西部地区，上匈牙利的大部分地区与喀尔巴阡鲁塞尼亚组成了新的捷克斯洛伐克。
- 加利西亚、泰申公国东部、阿尔瓦县（英语：Árva County）北部与什皮斯县（英语：Szepes County）北部被划归波兰。
- 蒂罗尔南半部分和的里雅斯特被授予意大利。
- 波斯尼亚和黑塞哥维那、克罗地亚-斯拉沃尼亚、梅吉穆列县、达尔马提亚、斯洛文尼亚、斯雷姆、巴赤-博德罗格、巴兰尼亚、托伦塔尔与太麦士县（英语：Banat, Bačka and Baranja）的部分地区与塞尔维亚合并，形成塞尔维亚人、克罗地亚人和斯洛文尼亚人的王国，即后来的南斯拉夫。
- 特兰西瓦尼亚、部分地区和布科维纳成为罗马尼亚的一部分。
- 奥匈帝国在天津的特许权被割让给中华民国。

这些变化在《凡尔赛条约》中得到了承认，但并非由该条约引起。随后《圣日耳曼条约》和《特里亚农条约》进一步阐述了这些变化。
1919年的条约通常包括对少数民族权利的保障，但是没有执行机制。东欧的新国家大多都有大量的少数民族。数以百万计的德国人在新成立的国家中成为少数民族。超过200万的匈牙利人发现自己生活在匈牙利以外的捷克斯洛伐克、罗马尼亚和塞尔维亚、克罗地亚和斯洛文尼亚王国。这些少数民族中的许多人发现自己处于敌对状态，因为现代政府有意定义国家的民族特性，这往往以牺牲其他民族为代价。在根据族裔民族主义建立的新国家中，两次世界大战之间的岁月对于宗教信仰少数群体来说是很艰难的。由于少数宗教和独特的亚文化，犹太人是尤其不受信任。与奥匈帝国时期相比，这是一个戏剧性的转变。尽管在哈布斯堡统治时期，反犹主义很普遍，但犹太人没有面临官方的歧视，因为他们在大多数情况下是多民族国家和君主制的热情支持者。
战争造成的经济混乱和奥匈帝国关税同盟的结束在许多地区造成了巨大的困难。尽管许多国家在战后建立为民主国家，但除捷克斯洛伐克外，它们一个接一个地恢复了某种形式的专制统治。许多国家之间争吵不休，但由于实力太弱，无法有效竞争。后来，当德国重新武装起来时，中南欧的民族国家无力抵抗它的进攻。在德国的统治下，其受奴役程度远远超过了奥匈帝国时期。

### 奥斯曼帝国

根据《色佛尔条约》（1920年）确定的土耳其边界，该条约于1923年被废止并被《洛桑条约》取代

战争结束后，同盟国军队占领了君士坦丁堡（伊斯坦布尔），奥斯曼政府垮台了。1920年8月10日，奥斯曼帝国签署了《色佛尔条约》，旨在弥补奥斯曼人在战争期间给获胜的协约国制造的损失，但从未得到苏丹的批准。
1919 年5 月18日，希腊占领士麦那引发了一场要求废除条约条款的民族主义运动。奥斯曼帝国指挥官凯末尔领导的土耳其国民运动拒绝执行此条约，并以奥斯曼陆军总检察长的名义离开伊斯坦布尔前往萨姆松，以组织剩余的奥斯曼军队来抵抗条约的条款。在东部战线上，在 1920 年入侵亚美尼亚并与苏俄签订《卡尔斯条约》后，土耳其夺取了被亚美尼亚和后帝国时期的俄罗斯夺走的领土。
在西部战线上，土耳其民族主义势力日益强大，导致希腊在英国的支持下，深入安纳托利亚，企图对革命者造成打击。 在杜姆卢珀纳尔战役中，希腊军队被击败并被迫撤退，导致士麦那被烧毁，希腊从小亚细亚撤出。随着民族主义者获得权力，军队继续前进以夺回伊斯坦布尔，导致了查纳克危机，劳合·乔治被迫辞职。在土耳其抵抗力量获得对安纳托利亚和伊斯坦布尔的控制后，《洛桑条约》（1923年）取代了《色佛尔条约》，该条约正式结束了所有敌对行动，促成了现代土耳其共和国的建立。因此，土耳其成为了第一次世界大战中唯一一个推翻其战败条款，以平等身份与协约国谈判的大国。第一等托管地
《洛桑条约》正式承认了国联在中东的新委任统治区、割让其在阿拉伯半岛的领土，以及英国对塞浦路斯的主权。国联承认了叙利亚、黎巴嫩托管统治区，以及英国对美索不达米亚和巴勒斯坦托管地的A级托管，后者包括两个自治区：巴勒斯坦托管地和外约旦酋长国。奥斯曼帝国在阿拉伯半岛的部分地区成为今天的沙特阿拉伯和也门的一部分。奥斯曼帝国的解体成为现代中东建立的一个关键里程碑，其结果见证了该地区新冲突和敌对行动的诞生。

### 联合王国

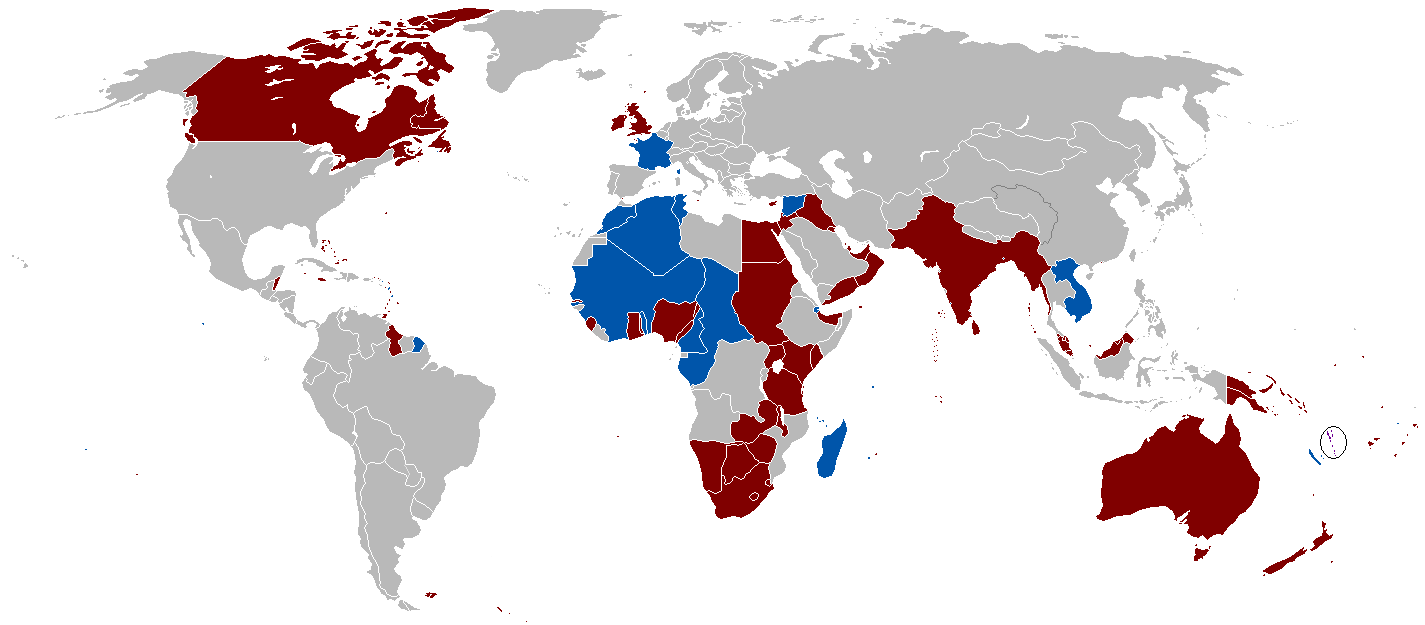
第一次世界大战后，英法殖民帝国达到顶峰

在大不列颠及爱尔兰联合王国，为战争提供资金带来了严重的经济损失。它从世界上最大的海外投资国（债权国），变成了最大的债务国之一，利息支出占政府所有开支的40%左右。 从1914年到1920年的高峰期，通货膨胀增加了一倍多，而英镑的价值（消费者支出）下降了61.2%。德国以免费煤炭为形式的战争赔款压制了地方工业，引发了1926年英国大罢工。
英国政府下令出售私人在海外的投资，筹集到了5.5亿英镑，而战争期间也新增了2.5亿英镑的对外投资。因此，净财政损失约为3亿英镑；这个数字，按战前平均水平，少于两年的海外投资量，但实际上却超过了英国从战后截至1928年的海外投资总额。物质损失“轻微”：最重要的是40%的英国商船队被德国U型潜艇击沉。其中大部分在1918年及战后立即得到了更换。军事历史学家柯瑞里·巴尼特辩称，“客观上讲，大战并没有给英国造成严重的经济损失，”但战争“在心理上削弱了英国人，而非其他方面。”
不太具体的变化包括英联邦国家对英国越来越强硬。澳大利亚和新西兰的加里波利之战和加拿大的维米岭战役导致了民族自豪感的增强，并更加不愿意继续屈从于英国，从而导致了20世纪20年代其外交自主权的增长。在这些国家的宣传中，这些战役往往被装饰为他们在战争期间力量的象征。英属印度和尼日利亚等海外领地也因参与战争而变得越来越自信。这些国家的人民越来越意识到他们自己的力量和英国的脆弱性。
英国在爱尔兰迟迟未能找到解决自治问题的办法，而政府对1916年复活节起义的严厉回应，以及1918年在爱尔兰实行征兵制的失败尝试，更加剧了这一问题。这导致了对分裂主义激进分子的支持增加。这间接导致了1919年爱尔兰独立战争的爆发。在这场冲突之后创建的爱尔兰自由邦实际上代表了英国的领土损失，几乎等于德国遭受的损失（此外，与德国相比，损失的领土占战前领土的比例更大）。尽管如此，爱尔兰自由邦仍然是大英帝国内的一个自治领。
第一次世界大战还引起了英国议会政治的重大调整，导致了民主社会主义工党的崛起和社会自由主义自由党的瓦解和衰落。出身自由党的首相阿斯奎斯不仅与作为反对派的保守党有分歧，而且与以大卫·劳合·乔治为首的本党成员有分歧，他们不同意首相处理战争的方式。尽管阿斯奎斯同意组建联合政府，但争端依旧，最终劳合·乔治领导自由党的一个派别与保守党合作，组建了新的联合政府。战后，在1918年的“配给券选举”（"coupon election"）中，由联盟支持的保守党和自由党在英国议会中赢得压倒性多数。然而，劳合·乔治的国民自由党和阿斯奎斯的独立自由党之间的分裂致命地削弱了自由党。另一方面，尽管主和派和主战派领导人之间的关系紧张，但工党内部仍然保持团结，利用战争扩大了英国的工会运动，并从《1918年人民代表法令》规定的普选权中受益。结果，自由党的这两个派别在1922年大选中均表现不佳，而工党首次成为了官方反对派。自由党很不情愿地与工党合作，帮助工党组建了由拉姆齐·麦克唐纳领导的短暂的少数内阁。直到1928年阿斯奎斯去世，自由党才完全重新统一，此后其主要通过信任供给以及在议会悬峙的情况下组建联合政府来施加影响。

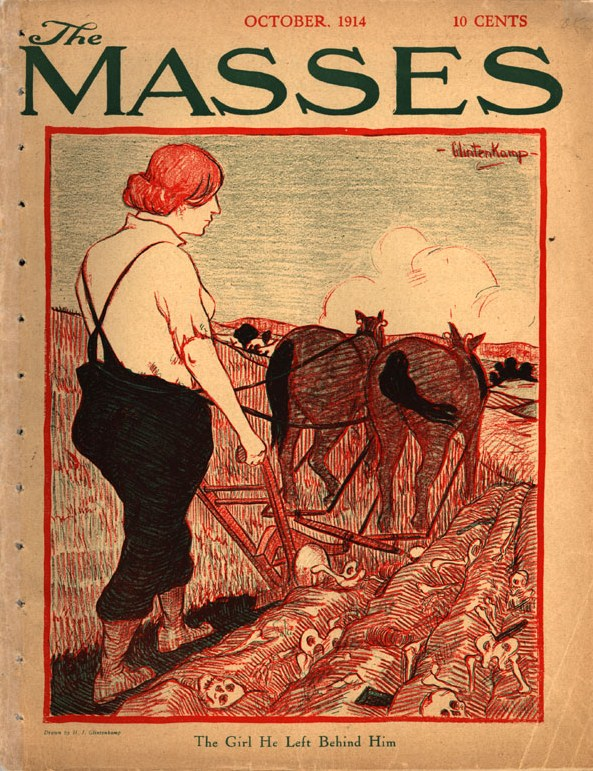
Henry J. Glintenkamp预测战争后果的漫画，于 1914 年首次发表在《群众 (杂志)》杂志上

### 美国
虽然对战争感到失望，因为它没有实现伍德罗·威尔逊总统承诺的崇高理想，但美国的商业利益确实为欧洲在德国的重建和修复工作提供了资金，至少在大萧条爆发之前是这样。美国在向德国人和奥地利人提供援助是否合适的问题上存在分歧，波音公司高管Edgar Gott与德国与奥地利贫困妇女儿童救济委员会主席Charles Osner之间的信件往来就证明了这一点。Gott认为，救济应该首先提供给那些在同盟国手中遭受苦难的国家的公民，而Osner则呼吁更普遍地应用人道主义理想。美国的经济影响使大萧条开始产生多米诺骨牌效应，将欧洲也拉入其中。

### 法国

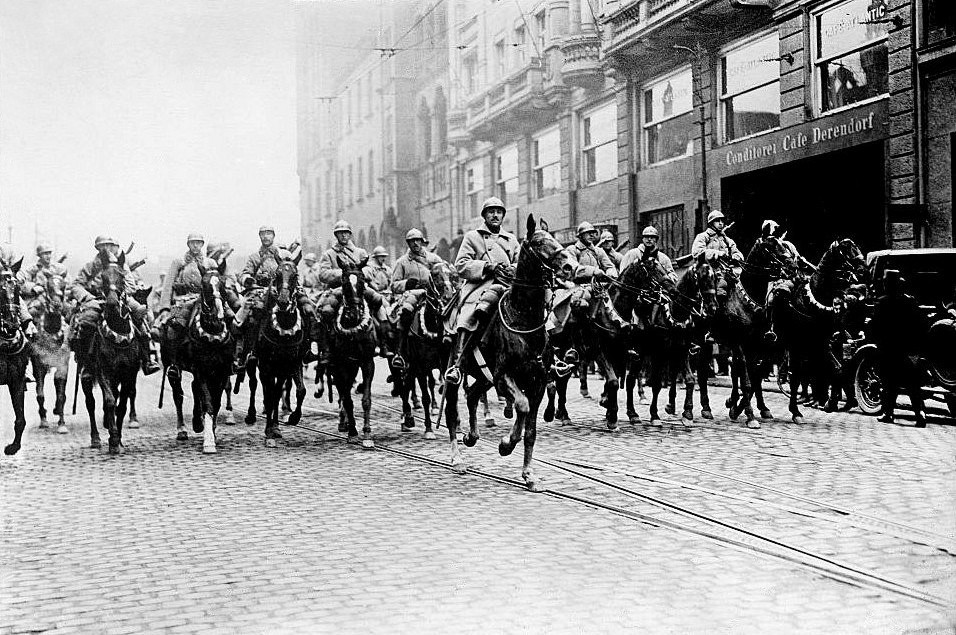
在占领鲁尔区期间，法国骑兵进入埃森。

阿尔萨斯-洛林回到了法国，这个地区在1871年普法战争后被割让给了普鲁士。在1919年的和平会议上，乔治·克列孟梭总理的目标是确保德国在接下来的几年中不会寻求报复。为此，盟军总司令费迪南·福煦要求，为了保护法国的未来，莱茵河现在应该构成法国和德国的边界。根据历史，他相信德国将再次成为一个威胁，在听到不能損傷德国根基的《凡尔赛条约》的条款时，他说：“这不是和平，这是20年的休战。”
对法国领土造成的破坏将通过在凡尔赛谈判的赔偿得到补偿。这一财政需求在整个1920年代主导了法国的外交政策，导致了1923年对鲁尔区的占领以迫使德国付款。然而，德国无力支付，并得到了美国的支持。因此，道威斯计划是在雷蒙·普恩加莱总理占领鲁尔后谈判达成的，然后是 1929 年的扬计划。                                                                                                                               
在这场战争中，法国殖民地部队的参与也极为重要（他们占法国在整个战争中部署兵力总数的10%左右），包括塞内加尔散兵，以及来自印度支那、北非和马达加斯加的部队。当这些士兵回到他们的祖国并继续被当作二等公民对待时，许多人成为了支持民族独立的团体的核心。
此外，在敌对行动期间宣布的战争状态下，法国经济为了能够转变为“战时经济”而有所集中，导致了与古典自由主义的第一次决裂。
最后，社会主义者对国民联盟政府的支持（包括亚历山大·米勒兰被提名为战争部长）标志着工人国际法国支部转向社会民主主义和参与“资产阶级政府”，尽管莱昂·布鲁姆仍维持着社会主义的言论。

### 意大利

1919年9月，阜姆的居民为邓南遮和他的军团成员欢呼。当时，阜姆总人口为35,839人，其中有22,488名（占人口的62%）意大利人。

1882年意大利与德意志帝国和奥匈帝国联合组成三国同盟。然而，即使与柏林的关系变得非常友好，与维也纳的联盟仍然是纯粹的形式，因为意大利人渴望获得特伦蒂诺和的里雅斯特，这是奥匈帝国中由意大利人居住的部分。
第一次世界大战期间，意大利与协约国结盟，而不是加入德国和奥地利。这可能会发生，因为协约国正式拥有的只有防御特权，而同盟国是发动进攻的一方。根据《伦敦条约》，英国秘密向意大利许诺特伦蒂诺和蒂罗尔，直至布伦纳、的里雅斯特和伊斯特拉半岛，除阜姆外的所有达尔马提亚海岸，阿尔巴尼亚发罗拉的全部所有权和阿尔巴尼亚保护国，土耳其的安塔利亚以及土耳其与德国殖民帝国的份额，以换取意大利反对同盟国。
胜利后，意大利部长会议主席维托里奥·奥兰多和外交部长西德尼·桑尼诺作为意大利代表被派往巴黎，目的是获得承诺的领土和尽可能多的其他土地。意大利对阜姆有特别强烈的领土意见。他们认为由于在当地的意大利人口，阜姆理所当然属于意大利，这与威尔逊的十四点原则一致，其中第九点是：
“根据民族性原则，重塑意大利边境。”
然而，在战争结束时，协约国意识到他们之间达成了相互矛盾的协议，特别是关于中欧和中东地区的协议。在“四巨头”的会议上，奥兰多的外交能力因其不懂英语而受到限制，强权们只愿意将特伦蒂诺交给布伦纳，达尔马提亚的扎达尔、拉斯托沃岛和几个小的德国殖民地。所有其他领土都承诺给其他国家，强权们担心意大利的帝国野心；尤其是威尔逊，他坚定地支持南斯拉夫在达尔马提亚的权利，拒绝承认《伦敦条约》。结果，奥兰多怒气冲冲地离开了会议。这仅仅有利于英国和法国，它们瓜分了非洲的前奥斯曼帝国与德国领土。
在意大利，不满情绪是相关的：领土收复主义者声称阜姆和达尔马提亚是意大利的土地；许多人认为国家参加了一场毫无意义的战争，却没有得到任何值得一提的好处。这种“残缺的胜利”的观念是导致阜姆联盟诞生的原因。1919年9月12日，民族主义诗人加布里埃尔·邓南遮率领大约2600名来自意大利皇家卫队、民族主义者和领土收复主义者的部队夺取了这座城市，迫使协约国（美国、英国和法国）占领军撤离。
“残缺的胜利”（vittoria mutilata）成为意大利法西斯宣传的一个重要部分。

### 中国
中华民国曾是协约国之一；在战争期间，他们向法国输送了成千上万的劳工。在1919年的巴黎和会上，中国代表团呼吁结束西方在中国的帝国主义机构，但遭到拒绝。中国要求至少正式恢复其自1898年以来在德国殖民控制下的胶州湾领土。但西方盟国拒绝了中国的要求，而同意将德国战前在中国的所有领土和权利转让给日本。随后，中国没有签署《凡尔赛条约》，而是于1921年与德国单独签订了和平条约。
奥匈帝国和德国在天津的租界由中国政府管理；1920年，中国也占领了俄罗斯的在华租借地。
西方盟国以中国为代价大幅扩张日本的领土野心，这导致了中国五四运动的爆发。这是一场对后来的中国历史有着深远影响的社会和政治运动。五四运动经常被认为是中国民族主义诞生的标志，中國國民黨和中国共产党都认为五四运动是他们自己历史上的一个重要时期。

### 日本
由于日本在1902年与英国签订的条约，日本在战争期间是盟国之一。在英国的协助下，日本军队袭击了德国在中国山东省的领土，其中包括德意志帝国海军在东亚的供煤港。德国军队被打败，于1914年11月向日本投降。日本海军还成功地夺取了德国在西太平洋的几个岛屿属地：马里亚纳群岛、加罗林群岛和马绍尔群岛。
在 1919 年的巴黎和会上，日本被授予了德国在中国山东省的所有战前权利（尽管中国在战争期间也是协约国之一）：完全拥有在胶州湾的领土与在该省其他地区的有利商业权利，对日本海军夺取的德属太平洋岛屿的委任统治权。此外，日本还获得了国际联盟理事会的一个永久席位。然而，西方列强拒绝了日本提出的将“种族平等”条款纳入《凡尔赛条约》的要求。在美国于华盛顿会议期间的调解下，山东于1922年重新回到中国的控制之下。1930年，威海紧随其后。

## 領土得失

### 第一次世界大战后获得、重获领土或独立的国家
- 亚美尼亚：从俄罗斯帝国独立
- 澳大利亚：获得德属新几内亚、俾斯麦群岛和瑙鲁的控制权
- 奥地利：从匈牙利获得领土（布尔根兰州）
- 阿塞拜疆：从俄罗斯帝国独立
- 比利时：从德意志帝国手中控制了奥伊彭-马尔默迪和非洲领土卢安达-乌隆地
- 白俄罗斯人民共和国：从俄罗斯帝国手中夺取了数个城市的控制权
- 捷克斯洛伐克：从奥地利帝国（波希米亚、摩拉维亚和西里西亚的一部分）和匈牙利获得领土（主要是上匈牙利和喀尔巴阡鲁塞尼亚）
- 但泽：独立于德意志帝国的半自治自由城市
- 丹麦：在德意志帝国公投后获得北石勒苏益格
- 爱沙尼亚： 从俄罗斯帝国独立
- 芬兰：脱离俄罗斯帝国独立
- 法国：从德意志帝国获得阿尔萨斯-洛林以及多个非洲殖民地，从奥斯曼帝国获得中东领土。在非洲和中东获得的地区正式成为国际联盟的委任统治区
- 格鲁吉亚：从俄罗斯帝国获得独立
- 希腊：从保加利亚获得西色雷斯
- 爱尔兰：爱尔兰自由邦（大约六分之五的爱尔兰岛）从英国获得独立（但仍然是大英帝国的一部分）
- 意大利：从奥匈帝国手中获得南蒂罗尔、的里雅斯特、伊斯特拉半岛和扎达尔
- 日本：从中国获得胶州湾，以及山东大部分地区，委任统治南洋群岛（战前均由德意志帝国控制）
- 拉脱维亚：从俄罗斯帝国独立
- 立陶宛：从俄罗斯帝国独立
- 新西兰：获得德属萨摩亚的控制权
- 波兰：重建并获得了奥地利帝国、德意志帝国、俄罗斯帝国与匈牙利的部分地区（前阿尔瓦县北部、塞佩斯县北部的小部分）
- 葡萄牙：获得基翁加港的控制权
- 罗马尼亚：从匈牙利王国手中夺回特兰西瓦尼亚，巴纳特、马拉穆列什（英语：Maramureș）、克里萨那（英语：Crișana）三地的部分地区，从奥地利帝国手中夺回布科维纳，从保加利亚手中夺回多布罗加，从俄罗斯帝国手中夺回比萨拉比亚
- 南非：获得西南非洲的控制权
- 土耳其：在《卡尔斯条约》中从俄罗斯帝国手中获得了亚美尼亚高原部分地区的控制权，但总体上失去了领土
- 乌克兰：从俄罗斯帝国获得独立，并在《布列斯特-立托夫斯克条约》中得到苏俄承认
- 英国：在非洲和中东获得国际联盟委任托管地
- 塞尔维亚、克罗地亚与斯洛文尼亚组成的王国，由塞尔维亚王国、波斯尼亚和黑塞哥维那、克罗地亚-斯拉沃尼亚王国创建，并从奥地利帝国（卡尼奥拉公国的一部分、达尔马提亚王国）和匈牙利（穆拉科兹，穆拉维德克，巴兰尼亚、巴奇卡和巴纳特三地的部分地区）获得领土

### 第一次世界大战后失去领土或独立的国家
- 作为奥匈帝国内莱塔尼亚继承国的奥地利
- 保加利亚：西色雷斯被希腊占领，东马其顿和西部失地的一部分被塞尔维亚（南斯拉夫）占领
- 中国：胶州湾和山东大部分地区暂时为日本帝国统治
- 作为德意志帝国继承国的德国
- 作为奥匈帝国外莱塔尼亚继承国的匈牙利
- 黑山宣布与塞尔维亚合并，随后并入塞尔维亚、克罗地亚和斯洛文尼亚王国（南斯拉夫）
- 作为俄罗斯帝国继承国的俄罗斯苏维埃联邦社会主义共和国
- 作为奥斯曼帝国继承国的土耳其（尽管它同时在《卡尔斯条约》中从俄罗斯帝国那里获得了一些领土）
- 英国：失去大部分的爱尔兰（成为爱尔兰自由邦），1919年失去阿富汗，1922年失去埃及

在战前的欧洲地图上用红色标明战后边界的地图。注意：这张地图没有显示爱尔兰自由邦。

## 社會創傷
西方国家的战争经历通常被认为导致了所有参战国战后的某种集体性民族创伤。1900 年的乐观情绪完全消失了，那些战斗的人成为所谓“迷失的一代”，因为他们从未完全从痛苦中恢复过来。在接下来的几年里，欧洲大部分地区都在私下和公开地进行哀悼；成千上万的村庄和城镇都建立了纪念碑。
如此多的适婚年龄英国男子死亡或受伤，以至于一所女子学校的学生被警告说只有10%的人会结婚:20,245。1921年的英国人口普查发现英格兰和威尔士有19,803,022名妇女和18,082,220名男子，相差172万，报纸称之为“多余的200万”:22–23。1931年，50%的人仍然是单身，其中35%的人在仍有能力生育的情况下没有结婚。
早在1923年，斯坦利·鲍德温就在一次裁军演讲中认识到英国面临的新的战略现实。毒气和对平民的空中轰炸是第一次世界大战的新发展。许多世纪以来，英国平民没有任何害怕入侵的重大理由。因此，敌方轰炸机投放毒气弹的新威胁使人们对未来任何战争爆发时可能发生的平民死亡有了严重夸大的看法。鲍德温在他的声明中表达了这一点：“轰炸机总是会穿过来的。”英国传统的欧洲均势政策无法再保护英国本土的人口。
一个令人毛骨悚然的事实是，这是国际冲突中第一次有更多的人死于战争，而不是死于疾病，后者是以前大多数战争中死亡的主要原因。
这种社会创伤以许多不同的方式表现出来。一些人对民族主义和他们认为的民族主义所造成的后果感到反感，因此他们开始通过国际联盟等组织努力建立一个更加国际主义的世界。和平主义变得越来越流行。另一些人的反应则相反，他们认为在一个不尊重假想的文明概念的混乱、非人道的世界中，只能依靠军事力量来保护自己。当然，一种幻灭感和愤世嫉俗的情绪变得很明显。虚无主义越来越流行。许多人认为，战争预示着他们所知世界的终结，包括资本主义和帝国主义的崩溃。世界各地的共产主义和社会主义运动从这一理论中获得了力量，享有了前所未有的受欢迎程度。这些感受在直接遭受或受战争影响特别严重的地区最为明显，例如中欧、俄罗斯和法国。
奥托·迪克斯、乔治·格罗斯、恩斯特·巴拉赫和凯绥·柯勒惠支等艺术家用直率的绘画和雕塑表现他们自我或他们所在社会的经历。同样，像埃里希·雷马克这样的作家也写下了详述其战争经历的残酷小说。这些作品对社会产生了强烈的影响，引起了大量的争议，并突出了对战争的矛盾解释。在德国，包括纳粹在内的民族主义者认为，这些作品大多是堕落的，破坏了社会凝聚力，也是对死者的不敬。

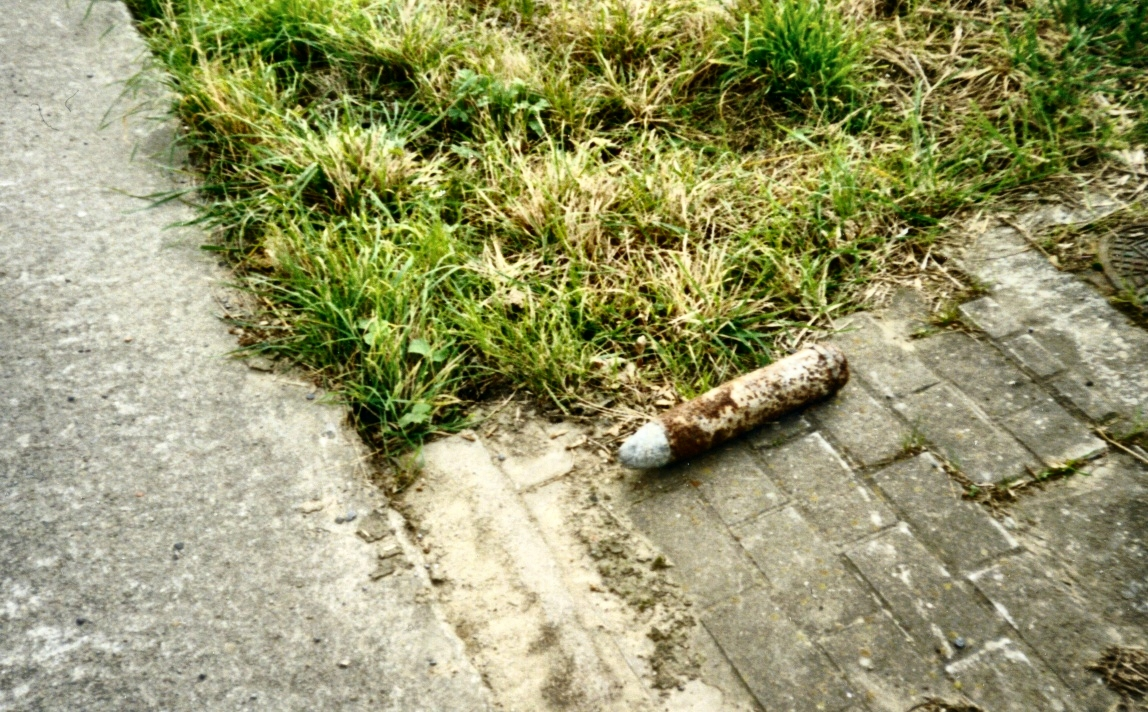
2004年，比利时伊普尔附近，一枚一战时的铁制弹药被丢弃在一块田地旁等候军队处置

## 弹药残骸
在整个战壕和战线所在的地区，如法国的香槟地区，仍有大量的未爆弹药，其中一些至今还很危险，在21世纪继续造成伤害，偶尔也会造成死亡。有些是农民在耕地时发现的，被称为钢铁莊稼。这些弹药中有些含有有毒的化学物质，如芥子气。清理主要战场是一项持久的任务，未来几十年内都看不到尽头。每年，在比利时、法国和德国，清理小队都会取出、拆除或销毁数百吨两次世界大战遗留下的未爆炸弹药。

## 紀念館

### 纪念碑
- 澳大利亚战争纪念馆，堪培拉，澳大利亚
- 自由纪念碑，密苏里州，堪萨斯城，美国
- 日德兰海战纪念碑，Thyborøn，日德兰，丹麦
- 哥伦比亚特区战争纪念碑，华盛顿特区，美国
- 博蒙阿梅尔纽芬兰纪念碑，法国
- 和平纪念碑，伦敦，英国
- 门宁门，伊普尔市，比利时
- 蒂耶普瓦勒纪念碑，索姆省，法国
- 帕斯尚尔失踪者Tyne Cot纪念碑
- 凡尔登纪念馆，法国
- 维米岭纪念碑，维米，法国
- 加里波利纪念碑，土耳其
- 墨尔本战争纪念馆，墨尔本，澳大利亚
- 爱尔兰国家战争纪念园，都柏林，爱尔兰
- 爱尔兰岛和平公园，梅森，比利时
- 国家战争纪念碑，渥太华，安大略省，加拿大
- 国家战争纪念碑，圣约翰斯，纽芬兰省，加拿大
- Neroberg战争纪念碑，威斯巴登，黑森州，德国
- 雷迪普利亚军事纪念碑，福利亚诺雷迪普利亚，意大利
- Mărășești陵墓，罗马尼亚

### 无名战士墓
- 无名英雄纪念碑，贝尔格莱德，塞尔维亚
- 印度门，新德里，印度
- 无名战士墓，渥太华 ，安大略省，加拿大
- 凯旋门，巴黎，法国
- 无名战士墓，威斯敏斯特教堂，伦敦，英国
- 无名战士墓，阿灵顿国家公墓，弗吉尼亚，美国
- 无名战士墓，罗马，意大利
- 澳大利亚战争纪念馆，堪培拉，澳大利亚
- 无名战士墓，惠灵顿，新西兰
- 无名战士墓，宪法广场，雅典，希腊
- 无名战士墓，布加勒斯特，罗马尼亚
- 无名战士墓，巴塔利亚修道院，巴塔利亚，葡萄牙

## 另見
- 1919年－1939年间的国际外交关系
- 1917年－1923年革命
- 战间期